# Tetramorium salvatum
Tetramorium salvatum är en myrart som beskrevs av Auguste-Henri Forel 1902. Tetramorium salvatum ingår i släktet Tetramorium och familjen myror. Inga underarter finns listade i Catalogue of Life.